# Nøkken (Brødrene Grimm)
Nøkken er et eventyr, som blev opsamlet af brødrene Grimm, som fortælling nummer 79.  Eventyret blev opsamlet i Hanau . 

## Synopse
En bror og søster falder ned i en brønd, hvor en nøkke fanger dem og får dem til at arbejde for hende. En søndag, mens hun er i kirke, stikker søskendeparret af. Nøkken sætter herefter jagten ind efter dem. Pigen kaster en børste, som bliver til et bjerg med tusindvis af pigge, som nøkken kun med stort besvær kommer igennem. Drengen kaster en kam bag dem, som bliver til bjerge med tusindvis af tænder, som nøkken kun med stort besvær kommer igennem. Pigen kaster et spejl bag dem, som bliver til et bjerg, der er for glat til, at nøkken kan bestige det. Hun går tilbage for at hente en økse, men inden hun når at hugge gennem bjerget, slipper søskendeparret fri.